# グリセロース
グリセロース（glycerose）は、グリセルアルデヒドとジヒドロキシアセトンのアルドース-ケトース間の異性化反応によって生じた平衡混合物のことである。
このアルドース-ケトース間の異性化反応は別名ロブリー・ド・ブリュイン＝ファン・エッケンシュタイン転位反応とも言われている。グリセルアルデヒドは最も単純なアルドースの反応である。この他、アルドースのグリコシルアミン（N-グリコシド）が、酸を触媒として 1- アミノ-1-デオキシケトース へ変わる反応であるアマドリ転位反応などがある。